# أليخاندرو فارياس
أليخاندرو فارياس (بالإسبانية: Alejandro Farías)‏ هو لاعب كرة قدم أرجنتيني في مركز الوسط، ولد في 28 يناير 1970 في بوينس آيرس في الأرجنتين. لعب مع أتلتيكو أتلانتا وبانفيلد وبوكا جونيورز ونادي ألماجرو ونادي سونغنام ونويفا شيكاجو ونيو إنغلاند ريفولوشن.

## وصلات خارجية
- أليخاندرو فارياس على موقع الدوري الأمريكي (الإنجليزية)
- أليخاندرو فارياس على موقع قاعدة بيانات كرة القدم.إي يو (الإنجليزية)